# Antonio Rómulo Costa
Antonio Rómulo Costa est l'une des vingt-neuf municipalités de l'État de Táchira au Venezuela. Son chef-lieu est Las Mesas. En 2011, la population s'élève à 10 061 habitants.

## Géographie

### Subdivisions
Selon l'Institut national de statistique et contrairement à la plupart des municipalités du pays, la municipalité d'Andrés Bello ne comporte aucune paroisse civile.